# 公孙丁 (卫国)
公孙丁，春秋时期卫国射手。
尹公佗向庾公差学射箭，庾公差向公孙丁学射箭。前559年，衛獻公得罪孙林父，出奔齐国。孙林父派尹公佗和庾公差追逐卫献公，公孙丁为卫献公驾车。庾公差说：“射就是背弃师傅；不射，将被诛戮，还是合于礼的射吧！”射中了车子两边的曲木然后回去。尹公佗对庾公差说：“你为了师傅，我和你师傅的关系就远了一层。”于是回过车前去追赶。公孙丁把马缰交给卫献公，然后发箭向尹公佗射去，射穿了他的臂膀。